# رالف لان
رالف لان (بالإنجليزية: Ralph Lane)‏ هو لاعب كرة قدم أسترالية أسترالي، ولد في 16 مارس 1930، وتوفي في 29 مايو 2014.

## وصلات خارجية
- رالف لين على موقع AustralianFootball.com (الإنجليزية)
- رالف لين على موقع AFLtables.com (الإنجليزية)